# Ordre de la Barbade
L'ordre de la Barbade est une distinction faisant partie du système honorifique de la Barbade.

## Histoire
L'ordre de la Barbade est institué par Élisabeth II, reine de la Barbade, le 25 juillet 1980. La première nomination à l'ordre survient en novembre de la même année. Les nominations sont effectuées chaque année le 30 novembre, jour de l'indépendance de l'île, par le gouverneur général de la Barbade au nom du souverain. Lorsque la Barbade devient une république, le 30 novembre 2021, un nouvel ordre est créé pour remplacer l'ordre de la Barbade existant sous la monarchie.

## Organisation

### Premier ordre (1980-2021)
De 1980 à 2021, l'ordre de la Barbade est constitué de quatre classes de membres, dont deux sont elles-mêmes divisées en deux grades. Il y avait une limite quant au nombre de nominations pouvant être faites à chaque classe chaque année.
Toutes les distinctions conférées avant le 30 novembre 2021 continuent d'être reconnues après la proclamation de la république et tous les titulaires sont réputés être membres du nouvel ordre de la Barbade.
| Classe                            | Grade                             | Lettres nominales | Titre       |
| --------------------------------- | --------------------------------- | ----------------- | ----------- |
| Chevalier ou Dame de St Andrew    | –                                 | KA/DA             | Sir ou Dame |
| Compagnon d'honneur de la Barbade | –                                 | CHB               | L'honorable |
| Couronne du Mérite                | Couronne d'or du Mérite           | GCM               | –           |
| Couronne du Mérite                | Couronne d'argent du Mérite       | SCM               | –           |
| Prix du service de la Barbade     | Croix du service de la Barbade    | BSS               | –           |
| Prix du service de la Barbade     | Médaille du service de la Barbade | BSM               | –           |

### Second ordre (depuis 2021)
Depuis 2021, l'ordre de la Barbade comprend les honneurs et décorations suivants :
| Honneur                                       | Grade                             | Lettres nominales | Titre             |
| --------------------------------------------- | --------------------------------- | ----------------- | ----------------- |
| Ordre de la liberté de la Barbade             | Membre                            | FB                | Le très honorable |
| Ordre de la République                        | Membre                            | OR                | L'honorable       |
| Prix d'or de la réalisation                   | –                                 | AG                | –                 |
| Trident d'excellence                          | Trident d'or d'excellence         | GTE               | –                 |
| Trident d'excellence                          | Trident d'argent d'excellence     | STE               | –                 |
| Prix du service de la Barbade                 | Croix du service de la Barbade    | BSS               | –                 |
| Prix du service de la Barbade                 | Médaille du service de la Barbade | BSM               | –                 |
| Médaille d'honneur des services de la Barbade | –                                 | –                 | –                 |
| Prix du service humanitaire de la Barbade     | –                                 | –                 | –                 |
| Prix de la fierté de la Barbade               | –                                 | –                 | –                 |
| Prix du Premier ministre pour le leadership   | –                                 | –                 | –                 |

## Dignitaires de l'ordre
De 1980 à 2021, Élisabeth II est souveraine de l'ordre en tant que reine de la Barbade, tandis que le gouverneur général en est le chancelier. Après l'instauration de la république, la dignité de souverain de l'ordre est supprimée et celle de chancelier est transmise au président de la Barbade (actuellement Dame Sandra Mason, depuis 2021).